# Baco noir
A Baco noir, vagy bakószőlő, festőszőlő egy Franciaországban nemesített hibrid vörösborszőlő fajta. Alapfajtái egy Folle blanche nevű francia borszőlő és egy ismeretlen észak-amerikai szőlő voltak. Magyarországon elsősorban festőszőlőként használják.
Francia szőlészek, így Francois Baco (1865-1947) is nagy számban állították elő az amerikai és eurázsiai fajták komplex hibridjeit, melyek kezdetben a nemesítő neve és kódszáma alapján váltak ismertté. Az így létrehozott termőhibridek a – direkttermőkkel szemben – nem filoxéra-ellenállóságuk, hanem gombás betegségekkel szembeni ellenálló képességük, valamint elfogadható minőségük miatt voltak jelentősek. Baco keresztezései közül többek közt a Baco 1 és a Baco 22 került szaporításra.
Magyarország egyes vidékein összefoglaló névként bakószőlőnek nevezik a direkttermő szőlőket is.

## Jellemzői
Tőkéje nagyon intenzív növekedésű, erős vesszőzetű, sűrű lombozatú, ezért zöldmunka-igényes fajta. Fürtje középnagy, közepesen tömött vagy tömött. Bogyói kicsik, gömbölyűek, sötétkékek, hamvasak, vastag héjúak, lédúsak, festőlevűek. Hosszú tenyészidejű, szeptemberi érésű fajta. Ellenálló a peronoszpóra és a lisztharmat ellen, de érzékeny a szürkepenészre.
Bora színanyagban gazdag, sötét rubinszínű, kesernyésen savas. Vörösborok színének javításához érdemes felhasználni.
A Baco noir egyike a rezveratrolban leggazdagabb szőlőfajtáknak (571 ± 30μg / 100g friss szőlő).